# 武田信玄 (パソコン用ゲーム)
『武田信玄』（たけだしんげん、TAKEDA）は、カナダのデベロッパー（ゲームメーカー） Magitech が開発したWindows用戦略シミュレーションゲーム（RTS）。

## 概要
戦国時代を舞台とした本作は、海外制作でありながら甲陽軍鑑など史実に近い歴史観に沿い、魚鱗の陣・鶴翼の陣・車懸りの陣など多種多様な陣形を駆使して合戦を戦い抜いていく。
合戦の結果に基づいて分岐していく筋書きに沿ってゲームは進行していき、その内容は畿内を制覇しての毛利家との天下統一決戦から、武田勝頼が跡をついでの天目山の戦いまで幅広く、その途次の合戦も小田原城の戦い、川中島の戦い、織田・徳川との決戦など著名な激戦から、土地土地の国人、城の合戦まで数多い。城砦戦も戦場に構築された城に野戦同様に攻撃して攻略していくものとなっている。
合戦においては、個々の兵士が武将を経由した命令に従うとともに、それぞれが士気など様々なパラメータを備えたAIで制御されており、敵に近づくと抜け駆けして突撃するもの、恐怖に駆られて逃げ出すものなど、様々な動きを見せ、部隊の減殺、敵将の打ち取り、本陣の陥落などで軍全体の士気が下がって潰走することで勝敗が決まる。
史実性については、戦国時代の城を土と柵の城として描写し、近世城郭と区別するなど、軍記物寄りとは言え、筋書きと合わせてかなり配慮したものである。
シリーズは三作目まで開発されているが、二作目からは3D化するとともに、戦略次元の開発や駆け引きが追加され、合戦だけを中核とした初作とはかなり異なるものになった。
日本語版が2001年12月20日にメディアクエストから発売され、次作は「武田信玄2」として2005年10月28日にフロンティアグルーヴから日本語版が発売された。

## 評価
4Gamer.netのIwahamaは、2Dで緻密に表現した合戦部分を評価しつつも、ゲーム性に難があると指摘した。